# 11 novembre

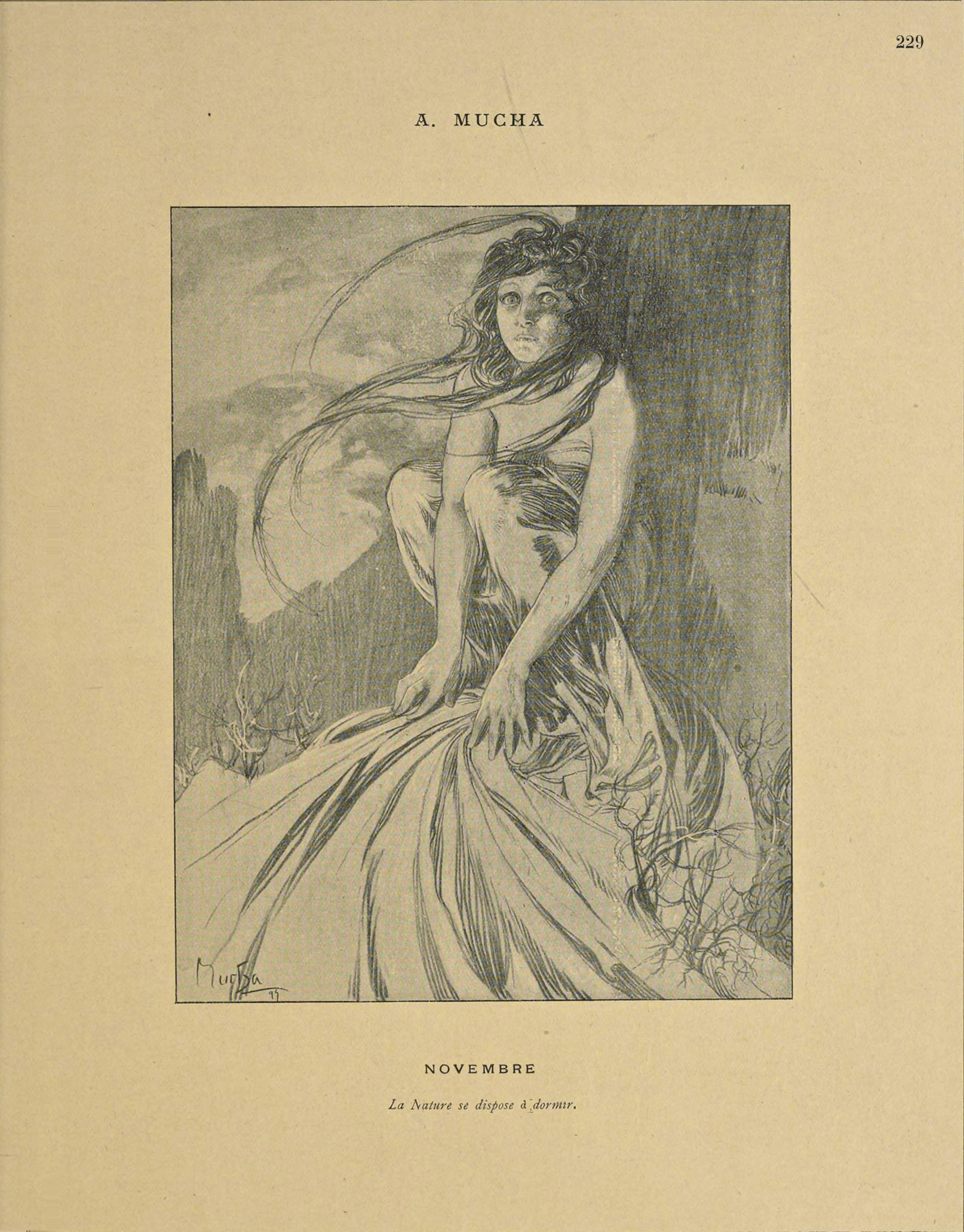
Alfons Mucha, "les douze mois, novembre"

L'11 novembre è il 315º giorno del calendario gregoriano (il 316º negli anni bisestili). Mancano 50 giorni alla fine dell'anno.
Tradizionalmente in passato era questo il giorno della scadenza dei contratti agricoli. Essendo il giorno della commemorazione di San Martino di Tours, l'espressione fare San Martino aveva il significato di traslocare.

## Eventi
- 1190 – A Messina i re Tancredi di Sicilia e Riccardo I d'Inghilterra firmano un trattato con il quale il secondo si impegna, fino al termine del suo soggiorno sull'isola e in cambio di una notevole somma di denaro, ad aiutare il Regno di Sicilia in caso di aggressione.
- 1417 – Il Concilio di Costanza elegge papa Martino V.
- 1620 – In quella che oggi è Provincetown Harbor vicino a Capo Cod viene firmato il Patto del Mayflower che stabilisce le leggi fondamentali della Colonia di Plymouth.
- 1675
  - Gottfried Leibniz utilizza per la prima volta il calcolo integrale trovando l'area di una funzione y=f(x).
  - Guru Gobind Singh diventa il decimo Guru dei Sikh.
- 1831 – A Jerusalem (Virginia) Nat Turner viene impiccato dopo aver incitato una violenta rivolta di schiavi.
- 1864 – Guerra di secessione americana: la Marcia di Sherman verso il mare – Il generale unionista William Tecumseh Sherman inizia a bruciare Atlanta in preparazione per la sua marcia verso sud.
- 1887 – A Chicago vengono impiccati cinque esponenti anarchici, ritenuti responsabili della morte di alcuni poliziotti durante uno sciopero di lavoratori; furono definiti in seguito i martiri di Chicago.
- 1889 – Washington diventa il 42º Stato degli USA.
- 1918
  - Conclusione della prima guerra mondiale alle ore 11, con la firma dell'armistizio da parte della Germania in un vagone ferroviario nei pressi di Compiègne in Francia.
  - L'imperatore Carlo I d'Austria rifiuta di abdicare.
  - Nasce la Repubblica di Polonia.
- 1921 – La Tomba del milite ignoto statunitense viene inaugurata dal presidente statunitense Warren G. Harding al Cimitero nazionale di Arlington.
- 1930 – Il brevetto US1781541 viene riconosciuto ad Albert Einstein e Leó Szilárd per la loro invenzione del refrigeratore di Einstein-Szilárd.
- 1938 – USA: God Bless America viene eseguito per la prima volta.
- 1940
  - L'incrociatore tedesco Atlantis (HSK 2) cattura della posta britannica top secret e la invia in Giappone.
  - Seconda guerra mondiale: battaglia di Taranto – La Royal Navy lancia il primo attacco da portaerei della storia sulla flotta della Regia Marina a Taranto.
- 1961 – A Kindu, nell'ex Congo belga, sono trucidati 13 aviatori italiani facenti parte del contingente dell'ONU inviato a ristabilire l'ordine nel paese (vedi Eccidio di Kindu).
- 1965 – La Rhodesia (l'odierno Zimbabwe) viene dichiarata indipendente dal regime della minoranza bianca guidato da Ian Smith.
- 1966 – La NASA lancia la navetta Gemini 12 con a bordo gli astronauti James Lovell e Edwin Aldrin.
- 1967 – Guerra del Vietnam: in una cerimonia propagandistica a Phnom Penh, in Cambogia, tre prigionieri di guerra statunitensi vengono liberati dai Viet Cong e consegnati all'attivista anti-guerra Tom Hayden.
- 1968
  - Guerra del Vietnam: inizia l'Operazione Commando Hunt.
  - La seconda repubblica viene dichiarata nelle Maldive.
- 1971 – Esce l’LP non al denaro non all'amore né al cielo, quinto album in studio del cantautore genovese Fabrizio De Andrè.
- 1972 – Guerra del Vietnam: vietnamizzazione – L'esercito statunitense cede il controllo della base di Long Binh al Vietnam del Sud.
- 1974 – Si esibisce per l'ultima volta nella sua carriera il soprano Maria Callas.
- 1975 – L'Angola ottiene l'indipendenza dal Portogallo.
- 1988 – Esce nelle sale cinematografiche statunitensi il film Oliver & Company, 27º Classico Disney.
- 1989 – Viene fondata l'Iniziativa Quadrilaterale.
- 1992
  - La Chiesa d'Inghilterra vota per permettere alle donne di diventare sacerdoti.
  - Première del film Aladdin, 31º Classico Disney, in contemporanea al El Capitan Theatre di Hollywood e nei City Cinema sulla 1st, 2nd e 3rd Avenue a New York; l'uscita ufficiale nelle sale cinematografiche statunitensi avverrà il successivo 25 novembre.
- 1999 - Crollo dello stabile di viale Giotto 120 a Foggia
- 2000 – Disastro al Kitzsteinhorn in Austria.

## Nati
Ci sono circa 1 280 voci su persone nate l'11 novembre; vedi la pagina Nati l'11 novembre per un elenco descrittivo o la categoria Nati l'11 novembre per un indice alfabetico.

## Morti
Ci sono circa 540 voci su persone morte l'11 novembre; vedi la pagina Morti l'11 novembre per un elenco descrittivo o la categoria Morti l'11 novembre per un indice alfabetico.

## Feste e ricorrenze

### Civili
Nazionali:
- Angola – festa nazionale (si ricorda l'indipendenza dal Portogallo del 1975)
- Regno Unito, Canada e Australia – Remembrance Day
- Belgio – festa nazionale (si ricorda l'armistizio del 1918)
- Francia – festa nazionale (si ricorda l'armistizio del 1918)
- Lettonia – Lāčplēša Diena
- Polonia – festa nazionale (si ricorda l'indipendenza e la liberazione di Varsavia nel 1918)
- Stati Uniti – Giornata dei veterani (Remembrance Day)

### Religiose
Cristianesimo:
- San Martino di Tours, vescovo
- San Bartolomeo il Giovane, monaco
- San Bertuino di Malonne, vescovo
- San Giovanni l'Elemosiniere, vescovo, patriarca di Alessandria d'Egitto
- Santa Marina di Omura, vergine e martire
- San Mena d'Egitto, eremita
- San Menna del Sannio, eremita
- San Teodoro Studita, abate
- San Verano di Vence, vescovo
- Beata Alice Kotowska (Maria Jadwiga), vergine e martire
- Beata Vincenza Maria Poloni, religiosa
- Beato Eugenio Bossilkov, martire